# Fereastră de transferuri
Fereastra de transferuri este perioada anului, când cluburile de fotbal pot transfera jucători din alte țări în componența echipei sale. Un transfer e finalizat prin înregistrarea jucătorului la noul club, prin intermediul FIFA. ”Fereastra de transferuri” este denumirea neoficială, cel mai des utilizată de mass-media, pentru conceptul ”perioadă de înregistrare” descris în Regulamentul FIFA al statului și transferului jucătorului. Conform regulilor fiecare asociație națională de fotbal decide în timp durata perioadei de transferuri care nu trebuie să depășească 12 săptămâni. A doua perioadă de înregistare nu trebuie să depășească 4 săptămâni.
Fereastra de transferuri afectează doar transferurile intrânde într-o asociație respectivă. Fereastra de transferuri a asociației pe care jucătorul o părăsește în cadrul unui transfer, nu e neapărat necesar să fie deschisă.

## Programul actual și excepții
FIFA reglementează în general că trebuie să fie două perioade transferuri. Una mai lungă, de max. 12 săptămâni, între două sezone fotbalistice, și una mai scurtă de max. o lună, la mijlocul sezonului. Specificul perioadelor depinde de lungimea și tipul ciclului sezonului fotbalistic al asociației, și sunt determinate de autoritățile locale ale fotbalului. 
| Fereastra pre-sezon (inter-sezon) | Fereastra din pauza de la mijlocul sezonului (intra-sezon) | Asociațiile                     |
| --------------------------------- | ---------------------------------------------------------- | ------------------------------- |
| 1 ianuarie – 31 martie            | 15 iulie – 15 august                                       | Norvegia                        |
| 1 ianuarie – 31 martie            | 20 iunie – 20 iulie                                        | Brazilia                        |
| 8 ianuarie – 2 aprilie            | 16 iulie – 13 august                                       | Japonia                         |
| 10 ianuarie – aprilie             | 15 iulie – 11 august                                       | Suedia                          |
| 12 februarie – 6 mai              | 9 iulie – 8 august                                         | SUA/Canada                      |
| 1 martie – 30 aprilie             | 1 – 31 august                                              | Finlanda                        |
| 9 iunie – 31 august               | 1 ianuarie – 1 februarie                                   | Scoția                          |
| 1 iulie – 31 august               | 1 ianuarie – 2 februarie                                   | Franța, Germania Italia, Spania |
| 11 iunie – 1 septembrie           | 5 – 31 ianuarie                                            | Turcia, Danemarca               |
| 9 iunie – 1 septembrie            | 1 – 31 ianuarie                                            | Anglia                          |
| 1 iunie – 31 iulie                | 14 ianuarie – 14 februarie                                 | Australia                       |
| 1 decembrie – 31 ianuarie         | 1 – 30 iunie                                               | Kenya                           |
| 1 decembrie – 31 ianuarie         | 1 – 30 iunie                                               | Etiopia                         |
| 11 iunie – 2 septembrie           | 3 – 31 ianuarie                                            | Olanda                          |
| 9 iulie – 1 septembrie            | 28 ianuarie – 27 februarie                                 | Rusia                           |